# East Lyme
East Lyme è un comune di 18.459 abitanti degli Stati Uniti d'America, situato nella Contea di New London nello Stato del Connecticut.